# 日産・ブレードグライダー
ブレードグライダー（BladeGlider）は、日産自動車が発表したコンセプトカーである。“滑空するように走るクルマ”をコンセプトに、ゼロエミッション車として開発された。

## 2013年ディスプレイモデル
初めて公開されたのは2013年の東京モーターショーであり、そのときは動作しないディスプレイモデルだった。従来の市販車とは大きく変わった特徴を持ち、電気自動車の弱点である航続距離の短さを克服すべく空力抵抗を徹底的に減らしたその姿は、デルタウィングの乗用車版のような形となっている。
以下、ブレードグライダーが持つ特徴を挙げる。
- シャシは4輪だが、フロントトレッドが極端に狭く、三角翼航空機のような形状
- 前1人、後2人というレイアウトで、シートベルトは全席4点式
- 操縦桿型ハンドルを採用[3]（2013年ディスプレイモデル、2016年プロトタイプモデルではレースカー用のハンドル[4]）
- 跳ね上げ式のヒンジドア（バタフライドア、2016年プロトタイプでは逆ヒンジドア[5]）を左右に1枚ずつ採用
- ロールオーバープロテクション構造のオープンルーフ（2016年プロトタイプ）
- 継ぎ目のないウィンドスクリーンを採用したことにより、開放感のある視界
- 空力性能を高めるべくサイドミラーを撤廃、代わりにフロントホイール後方にカメラを装着（デジタルミラー）[6]
- 炭素繊維強化プラスチック（CFRP）の使用による高剛性化及び軽量化[7]

## 2016年プロトタイプモデル
2016年、ブラジル・リオデジャネイロで動作可能なプロトタイプモデルとして披露された。リオオリンピックの期間中には展示やデモ走行が行われた。
その独特な形状故に、重量配分もまた独特であり、最高速度190 km/h以上、0-100 km/h加速5秒以下を記録している。
構造上、前輪は駆動できない上に十分に切るだけのスペースがない。しかし後輪側は左右それぞれにモーターを配置するインモータータイプを採用しているので左右のトルク差をコントロールできる。このモーターを利用して旋回時に、外側になる後輪に大きなトルクを掛けることにより、コーナリング時の問題を解消している。ブレーキはフロントよりリア側が、大型で強力なブレーキを持っている。リアで加速と減速・停止を、フロントで舵を取りながらコーナリング時のグリップを保つことで、4輪すべてが均等で最適なパフォーマンスを発揮する。これにより、タイヤ交換の頻度を減らすことにも貢献している。
色違いが2種類存在したことから、市販化を意識していたのではないかと報道されたが、実際に似たような車が市場で販売されないまま、プロジェクトが終了している。